# Запоріжжя (Волноваський район)
Запорі́жжя — село Комарської сільської громади Волноваського району Донецької області, Україна.

## Загальні відомості
Село розташоване на лівому березі р. Вовча. Відстань до селища Велика Новосілка становить близько 29 км і проходить автошляхом місцевого значення.
Землі села межують із територією с. Дачне Синельниківського району Дніпропетровської області.
Поруч із селом розташований ландшафтний заказник місцевого значення Щуча заводь.

## Населення
За даними перепису 2001 року населення села становило 106 осіб, із них 20,75 % зазначили рідною мову українську, 69,81 % — російську та 9,43 % — грецьку мову.